# Stenospermation nebulense
Stenospermation nebulense — вид квіткових рослин із родини кліщинцевих (Araceae), роду Stenospermation. Це витка рослина, рідним ареалом якої є Венесуела (Амазонас).